# Synanthedon gracilis
Synanthedon gracilis là một loài bướm đêm thuộc họ Sesiidae. Nó được biết đến ở Cameroon.